# West Little River, Florida
West Little River är en ort (CDP) i Miami-Dade County, i delstaten Florida, USA. Enligt United States Census Bureau har orten en folkmängd på 34 699 invånare (2010) och en landarea på 11,8 km².